# Белорусија
Белорусија (ијек. Бјелорусија, блр. Беларусь, рус. Белоруссия/Беларусь), званично Република Белорусија (блр. Рэспубліка Беларусь), континентална је држава у источној Европи Граничи се са Русијом на североистоку, Украјином на југу, Пољском и Литванијом на западу, те Летонијом на северозападу. Главни и највећи град је Минск, а остали већи градови су Гомељ, Могиљов, Витепск, Гродно и Брест. Преко 25% територије од укупно 207.000 km² је под шумом, док су најважнији извори прихода пољопривреда и индустрија.
Све до 20. века територија данашње Белорусије је била део других држава, међу којима су Полоцка кнежевина, Велика Кнежевина Литванија, Пољско-литванска унија и Руска Империја. Уз помоћ Немачког царства Белорусија је 25. марта 1918. прогласила независност, као марионетска Белоруска Народна Република. Након немачкога пораза проглашена је ССР Белорусија 1. јануара 1919. и ушла је у састав Руске СФСР, али већ 31. јануара је изашла из састава тадашње Русије и преименована је у Белоруску ССР. Након рата западних сила против Руске СФСР, Белоруска ССР је постала део СССР, док је Западна Белорусија укључена у састав Пољске. После Октобарске револуције, Белорусија је постала једна од конститутивних република Совјетског Савеза и преименована је у Белоруску ССР. Данашње границе добила је 1939. након Совјетске инвазије на Пољску и враћања Западне Белорусије, коју је Пољска заузела 1921. У току Другог светског рата, Белорусија је претрпела страховита разарања, изгубила је готово трећину становништва и више од половине економских ресурса. Привреда је обновљена у послератним годинама.
Белоруски парламент је 27. јула 1990. прогласио суверенитет, а након распада Совјетског Савеза и 25. августа 1991. године и независност Белорусије. Александар Лукашенко је председник државе од 1994. године. Многе западне владе и невладине организације критикују власт у Белорусији због наводних репресалија према представницима опозиције и лажирања избора. Од 2000. године Белорусија има са Русијом потписан уговор о специјалним везама са индицијама ка стварању Савеза Русије и Белорусије.
Члан је Заједнице независних држава, Организације уговора о заједничкој безбедности, Евроазијске економске уније и партнер у дијалогу у Шангајској организацији за сарадњу.
Већина становништва Белорусије живи у урбаним подручјима у и око великих градова (центара административних дивизија које се зову области). Преко 80% популације су етнички Белоруси, а најбројније мањинске заједнице су Руси, Пољаци и Украјинци. Службени језици су белоруски и руски (још од референдума 1995). У конфесионалном погледу већина становника су православци, припадници Белоруске православне цркве која је под јурисдикцијом Руске православне цркве, док на западу земље постоје мање заједнице католика.

## Етимологија
Постоји неколико објашњења о пореклу имена „Бела Рус“. Према етнорелигијској теорији тај термин се користио да би се описале руске земље које су биле у саставу Велике кнежевине Литваније, а које су насељавали покрштени Словени, за разлику од Црне Рус која је била насељена претежно паганским Балтима. Друго могуће тумачење имена заснива се на некадашњем обичају локалног словенског становништва на тим просторима да носи искључиво белу одећу. Једна пак легенда каже да је то био назив за старе руске земље (Поласје, Витебск и Могиљов) које нису покорили Татари. Други извори говоре да су земље које пре 1267. нису покорили Монголи означаване као „Бела Рус“. Историчар Алеш Бели је 2008. на Литванском институту за историју у Вилњусу успео да одбрани докторску дисертацију на тему Одређивање хоронима Бела Русија на примеру европских докумената и мапа из периода од XII до средине XVIII века према којој је „Бела Русија“ подручје Новгородске републике коју је покорила Велика московска кнежевина 1478. године, а односи се на територију данашње источне Белорусије.
У разним изворима је долазило до мешања појмова Рус и Русија, тако да је често Бела Рус изједначавана са појмом Бела Русија. То погрешно тумачење често су ширили московски намесници након пада Кијевске Русије да би себе приказали као легалне наследнике целог источнословенског етноса и користили су ту чињеницу као повод за рат против Пољске и Литваније (с циљем ослобађања подручја западне Рутеније). Појам „Бела Русија“ први пут се појавио у средњовековним германским и латинским списима, а папа Пије VI је користио латински назив Алба Русија (лат. Alba Russia) у папској були из 1783. године. Током 17. века руски цареви су користили термин „Бела Рус“ као одредницу за територије које су биле одузете од Литваније.
Белорусија је службено добила име Беларусија (рус. Белоруссия) у времену царске Русије, а руски цар је имао титулу „император сверуски“. Током совјетске ере термин Белорусија се усталио као део националне свести. Термин Белорусија се службено користио све до 1991. године када је врховни совјет тадашње Белоруске ССР одлучио да се нова држава убудуће зове Беларус (рус. Беларусь) (иако се у многим светским језицима, па и у српском држава означава као Белорусија). Конзервативне странке су се противиле промени имена земље и покушале су да блокирају уношење те измене у устав, али без успеха. И данас постоје многи који користе стари термин за име земље. Службено име државе је Республика Беларус (блр. Рэспубліка Беларусь, рус. Республика Беларусь).

## Географија

### Положај
Белорусија лежи између 51° и 57° северне географске ширине и 23° и 33° источне географске дужине. Географски центар земље налази се на 53° 31′ 51″ N 28° 2′ 38″ E / 53.53083° С; 28.04389° И удаљен 70 км југоисточно од Минска.

### Геологија и рељеф
Државна територија је релативно равна, без већих узвишења. Највиши врх Дзержинска гора висок је свега 346 m (а следи Лисаја са 342 метра), а просечна надморска висина је око 162 метра. Најнижа тачка је у долини Њемена, на граници са Литванијом, надморске висине око 80 m. Глацијација је најзаслужнија за изразито раван и замочварен пејзаж Белорусије. Северни делови су нешто издигнутији, испуњени језерима и благим узвишењима моренског порекла. На југу, око реке Припјат налази се велика мочварна низија Полесје (уједно једно од највећих мочварних подручја у Европи).
Белорусија је доста сиромашна рудним богатствима. Постоје једино нешто веће залихе тресета, затим скромне залихе нафте и природног гаса, гранита, доломита (кречњака), лапорца, креде, песка, шљунка и глине.

### Воде
Преко 3.000 водотока (од чега 42 су реке) и на хиљаде мањих језера чини хидролошку карту Белорусије веома богатом и разноврсном. Воде отичу у два слива: балтички и црноморски. Ка Балтичком мору отичу Западна Двина (или Даугава) и Њемен, док Дњепар и Припјат (иначе притока Дњепра у Украјини) отичу ка Црном мору. Иако су језера бројна, површином су углавном мала, просечно око 0,5 km² и више личе на мочваре. Највеће језеро је Нароч у Минској области са површином од 79,6 km².

### Клима
Иако континентална земља, због близине Балтика (који је удаљен свега 257 км) Белорусија има умерено континенталну климу, што представља прелаз између океанске и континенталне климе. Лета су доста свежа и влажна док су зиме благе са обиљем снежних падавина. Средња годишња температура ваздуха креће се од 5,7 °C до 8,2 °C. Летњи температурни просек је око 18 °C, а зимски -6 °C. Најтоплији су јужни и југозападни делови земље. Просечна количина падавина се креће између 500 и 800 мм годишње са максимумима падавина током лета и јесени, највише у централним и северозападним рејонима.

### Флора и фауна
Око четвртине државне територије прекривено је шумама, али углавном доминирају мање галеријске шуме. Највећа је Бјаловешка шума, реликтна прашума која се простире између Бреста и Бјалистока (Пољска) и налази се под заштитом Унеска. На северу углавном доминирају четинарске шуме (укључујући и брезу и јову), док у јужним подручјима шуме су вегетацијски много разноврсније.

### Последице чернобиљске хаварије
Белорусија је највише осетила последице нуклеарне хаварије у Чернобиљу из 1986. године. Правац ветра првих дана и недеља након хаварије довео је до тога да је од укупне количине радиоактивног цезијума 137 који је пао на Европу, чак 70% се задржало над Белорусијом. О коликој хаварији је била реч најбоље сведочи податак да је чак у јулу 1991. цела територија Белорусије била проглашена зоном еколошке катастрофе. Радијацији су биле најизложеније јужне области Могиљовска и Гомељска, док је озрачено преко 2 милиона људи.
Око 7.000 km² је било контаминирано радиоактивним цезијумом 137 а ниво радијације износио је 15 Ci (односно 550 GBq) по квадратном километру. Године 1996. и даље је било контаминирано 22% територије (што је за само 1% мање него 1986) са нивоом радијације од 1 Ci/km² (37 GBq/km²).
Последице нуклеарне несреће и данас су видљиве. Број оболелих од разних врста рака је увећан, док је број генетских деформитета код новорођенчади повећан за 40% у односу на период пре несреће. Слична ситуација је и са биљним и животињским светом, док је количина радијације у мочварним подручјима и даље изнад нормале. У 1995. години за санирање катастрофе утрошено је скоро 15% укупних буџетских средстава државе за ту годину.

### Национални паркови
| Слика | Име                               | Основан | Површина у хектарима                               |
| ----- | --------------------------------- | ------- | -------------------------------------------------- |
|       | Национални парк Бјаловјешка шума  | 1991.   | 87.363 (од чега је 10.501 ха на територији Пољске) |
|       | Национални парк Нарачански        | 1999.   | 94.000                                             |
|       | Национални парк Браславска језера | 1995.   | 69.115                                             |
|       | Национални парк Припјатски        | 1996.   | 85.841                                             |

## Историја

### Прaисторија
Археолошким истраживањима доказано је да су у раном палеолиту на територији Белорусије живели Homo erectus и неандерталац. Први Индоевропљани на територији Белорусије су се појавили током III миленијума пре нове ере.

### Од средњег до XX века
На просторе данашње Белорусије Словени су се доселили између VI и VIII века. Тадашњи Источни Словени наишли су на Варјаге с којима су основали прву велику државу источне Европе – Кијевску Русију. У саставу те државе налазиле су се и кнежевине чија су средишта била у данашњим белоруским градовима Полацк, Минск, Туров и Пинск.
У XIII веку након монголске провале у којој је Кијев био до темеља уништен, Кијевска Русија се распала на неколико мањих кнежевина, а кнежевине које су се налазиле на подручју Белорусије ушле су у састав Велике кнежевине Литваније. Полоцка и Турово-Пинска кнежевина биле су припојене Литванији у XIII веку док је Минску кнежевину освојио литвански кнез Гедимин у току XV века. До краја XV века, та кнежевина ће се нагло проширити на источну Европу и обухватити простор од Балтичког до Црног мора.
Велика кнежевина Литванија је ушла у персоналну унију са Краљевином Пољском 1386. године чиме су белоруске земље ушле у састав Пољске. Руски цар Иван III Васиљевич је 1486. године започео освајања на истоку са циљем поновног обнављања Кијевске Русије. Литванско-пољска унија је престала да постоји 1795. поделом Пољске коју су извршиле Руска Империја, Пруска и Аустрија. Белоруске територије су тако потпале под власт Руске Империје (под Катарином Великом) и у њеном саставу су се задржале све до пропасти царства 1917. године.

### XX век
Уз свесрдну помоћ Немачке, Белорусија је 25. марта 1918. прогласила независност и тако је основана Белоруска Народна Република. Немачка је на тај начин покушала да појача процес германизације Словена на том подручју. Међутим, БНР није била дугог века, јер су се већ 1919. године немачке трупе повукле, а на њихово место је дошла совјетска Црвена армија. У Смоленску је 1. јануара 1919. била проглашена Совјетска Социјалистичка Република Белорусија која је ушла у састав Руске СФСР. Већ 31. јануара је изашла из састава тадашње Русије и била је преименована у Белоруску ССР, а 3. фебруара је донесен и њен устав. Након завршетка Пољско-совјетског рата (1919—1921) Белоруска Совјетска Социјалистичка Република је постала део Совјетског Савеза, док је Западна Белорусија, сходно мировном уговору из Риге, била укључена у састав Пољске.
Захваљујући совјетском моделу привредног развоја кроз петогодишње планове, Белорусија је током тридесетих година 20. века доживела убрзану индустријализацију. Током марта 1924. и децембра 1926. БССР-у су враћени делови Витебске, Смоленске и Гомељске губерније који су јој били одузети током 1919. године.
Нацистичка Немачка и СССР су 1939. извршиле инвазију на Пољску, а делови североисточне Пољске (који су ушли у њен састав сходно одредбама Ришког мира из 1921) били су враћени у састав БССР-а као Западна Белорусија.
Немачка је 22. јуна 1941. напала СССР, а Белорусија се прва нашла на удару. Након само месец дана, Вермахт је окупирао целокупну територију Белорусије. Током трогодишње окупације, Белорусија је доживела страховита разарања. До темеља је разрушено 209 градова (од укупно 290), 85% индустрије је уништено, а погинуло је између 2 и 3 милиона људи (што је чинило око трећину тадашњег становништва), уништено је и преко милион грађевина. На подручју Белорусије налазило се 287 концентрационих логора кроз које је прошло више милиона људи. Јеврејска заједница је током Холокауста у Белорусији била збрисана са лица земље и никада се није опоравила. Белорусија се вратила на предратни број становника тек 1971. године.
Највећи део Белорусије је ослобођен у операцији Багратион у лето 1944. По завршетку Другог светског рата, почео је велики процес обнове разрушене земље. Белорусија је убрзо била претворена у велико градилиште, а потом и у главни центар индустријске производње целог совјетског запада. То је довело до отварања нових радних места, али и до интензивнијег насељавања руског становништва из унутрашњих делова Совјетског Савеза.
Белоруска ССР је (независно од Совјетског Савеза) била потписница повеље о оснивању ОУН-а (26. јун 1945) и имала је властиту столицу у УН-у.
У августу 1945. на основу договора о разграничењу између Пољске и Совјетског Савеза (а сходно Курзоновој линији), Белорусија је изгубила област око Бјалистока и три рејона око Бреста који су враћени Пољској.
Стаљин је спроводио интензивну политику „совјетизације“, посебно на западу Совјетског Савеза са циљем да се спречи ширење западних утицаја. На руководеће позиције у земљи су обично били постављани кадрови из Москве, а била је ограничена и употреба белоруског језика. Стаљинову политику је наставио његов наследник Никита Хрушчов под паролом: Што пре сви проговоримо руски, брже ћемо изградити комунизам.
У нуклеарној централи код Чернобиља у Украјини, на самој граници са Белорусијом, 26. априла 1986. дошло је до хаварије услед које је велики део територије Белорусије био захваћен радијацијом, што је оставило озбиљне последице на становништво и живи свет.
Током јуна 1988. у шуми Куропати крај Минска пронађена је масовна гробница у којој су сахрањене жртве совјетске тајне полиције НКВД из периода између 1937. и 1941. Белоруски националисти су та открића користили као „кључни доказ“ о тежњи совјетских и руских власти да униште Белорусе као народ (иако се у тим гробницама налазе сви противници тадашње совјетске власти, без обзира на нацију) што је јачало тежње за независност од Совјетског Савеза.
Међутим на изборима за Врховни совјет БССР одржаним у марту 1990. присталице независности Белорусије (Белоруски национални фронт — Партыя БНФ) је освојио свега 10% места у совјету.
Врховни Совјет Белоруске ССР је 27. јула 1990. усвојио декларацију о суверенитету Белорусије (229 од 232 депутата је гласало у корист декларације). На референдуму од 17. марта 1991. чак 83% грађана Белорусије се изјаснило за очување и реформисање Совјетског Савеза.
Независност је била проглашена 25. августа 1991. године када је декларација о суверенитету из 1990. била укључена у Устав Белорусије, а усвојене су и декларације о политичкој и економској независности Белорусије, као и о укидању Комунистичке партије Белорусије. Држава је била преименована у Републику Белорусију (блр. Рэспубліка Беларусь) 19. септембра 1991, а убрзо су били установљени нови грб, застава, устав и пасош. Лидери Белорусије, Украјине и Русије, Станислав Шушкевич, Леонид Кравчук и Борис Јељцин су 8. децембра 1991. у Бјаловешкој шуми прогласили формалан распад Совјетског Савеза и формирање Заједнице независних држава (ЗНД).
По Уставу из 1994. Белорусија је председничка република. На првим председничким изборима 1994. године у два круга гласања победио је до тада анонимни Александар Лукашенко (у првом кругу освојивши 45% гласова, а у другом чак 80%). Лукашенко је добио и председничке изборе 2001, 2006, 2010, 2015 и 2020. године.

## Становништво
Према попису из 2019. године Белорусија има 9.413.446 становника. Национални састав становништва је следећи:
|      | Белоруси  | Руси    | Пољаци  | Украјинци | Јевреји | Јермени | Татари | Роми  | Азери | Литванци | остали  |
| ---- | --------- | ------- | ------- | --------- | ------- | ------- | ------ | ----- | ----- | -------- | ------- |
| Број | 7.957.252 | 785.084 | 294.549 | 158.723   | 12.926  | 8.512   | 7.316  | 7.079 | 5.567 | 5.087    | 261.712 |
| %    | 83,7      | 8,3     | 3,1     | 1,7       | 0,1     | 0,1     | 0,1    | 0,1   | 0,1   | 0,1      | 2,8     |

Према попису из 2009. у Белорусији живи 130 различитих националности. Поред Белоруса, који су највећа етничка заједница у земљи, најбројније националне мањине су Пољаци и Украјинци, док Руси имају статус конститутивног народа у држави. Према Уставу Белорусије, поред белоруског, службени је још и руски језик (и то на територији целе државе). Међутим, чак 72% белоруског становништва матерњим језиком сматра руски, док је белоруски на другом месту са 12%. Главни мањински језици су пољски, украјински и јидиш.
Просечна густина насељености износи око 50 становника по km².
|          |  |      |  |        |  |           |
| Белоруси |  | Руси |  | Пољаци |  | Украјинци |

Као и већина европских земаља, и Белорусија има негативну стопу раста становништва и негативан природни прираштај (природни прираштај износи -0,06%). Белоруска популација је 2007. године опала за 0,41% јер је Коефицијент фертилитета свега 1,22, што је недовољно за одржање тренутног броја становника. Миграциони биланс је позитиван и износи +0,38 на 1000 становника (што значи да је број досељених или имиграната већи од броја оних који су напустили земљу, емиграната). Старосно највећи број становника има између 14 и 64 године старости (70%), што значи да је Белорусија држава са зрелим становништвом јер је просечна старост 37 година. Млађих од 14 је 15,5%, а старијих од 65 је 14,6%. Међутим, због негативног прираштаја Белорусију у наредним деценијама очекује процес старења нације. На једну жену дође 0,88 мушкараца. Очекивани животни век износи је око 72,15 година (за мушкарце 66,53 а за жене 78,1 година). Стопа писмености је изразито висока и износи 99%.

### Религија
| Религија у Белорусији (2011)‍ | Религија у Белорусији (2011)‍ | Религија у Белорусији (2011)‍ | Религија у Белорусији (2011)‍ | Религија у Белорусији (2011)‍ |
| ---------------------------- | ---------------------------- | ---------------------------- | ---------------------------- | ---------------------------- |
|                              |                              |                              |                              |                              |
| Православље                  | Православље                  |                              | 0                            | 76,0%                        |
| Нерелигиозност               | Нерелигиозност               |                              | 0                            | 12,5%                        |
| Римокатолицизам              | Римокатолицизам              |                              | 0                            | 10,0%                        |
| Остали                       | Остали                       |                              | 0                            | 1,5%                         |

Према члану 16 белоруског Устава, Белорусија је секуларна држава без службене религије и свим грађанима је загарантовано право на слободу вероисповести. По подацима Комесаријата за вере Републике Белорусије, 2011 76% су православци, припадници Руске православне цркве (Белоруски егзархат), 12,5% нерелигиозне особе, 10% су римокатолици, а 1,5% остали верници (јудеизам, протестанти, ислам и друго). До Другог светског рата Белорусија је имала и велику јеврејску заједницу, али данас је тај проценат мањи од 1%. Ислам као религију исповедају татарска и азерска мањина.

### Образовање
Образовни систем у Белорусији се дели на следеће нивое:
- Предшколско образовање (јаслице и вртићи);
- Обавезна основна школа (почиње са 6 година, траје 9 година и бесплатна је);
- Средња школа (бесплатна и обавезна): техничке школе, гимназије и лицеји.
- Високо образовање (постоји око 40 државних и 20 приватних факултета).

Настава се одвија на оба службена језика. Међутим у градским срединама и на универзитетима у највећем броју случајева настава се одвија на руском језику, док је белоруски језик у настави заступљен углавном у руралним срединама.
Белоруско школство још увек није укључено у Болоњски процес, а белоруски захтев за укључивање у овај систем био је одбијен 2012. године.
Највиша научна институција у земљи је Национална академија наука Белорусије (блр. Национальная академия наук Беларуси) основана 1928.

### Највећи градови
Број становника у градовима из године у годину се повећава, на штету сеоског становништва. Тако је само у 2008. број становника на селима опао за око 58.000 у односу на годину раније, док се број становника у градовима попео за 45.000. На селима живи око 26% укупног становништва (или 2,5 милиона људи), док је број градског становништва троструко већи.
Године 2009. 23 града су имала више од 50.000 становника, док само један град има популацију већу од милион људи (престоница Минск).
| Извор: БЕЛСТАТ | Извор: БЕЛСТАТ | Извор: БЕЛСТАТ | Извор: БЕЛСТАТ    | Извор: БЕЛСТАТ | Извор: БЕЛСТАТ | Извор: БЕЛСТАТ | Извор: БЕЛСТАТ    | Извор: БЕЛСТАТ | Извор: БЕЛСТАТ  |
|                | №              | Град           | Област            | Популација     | №              | Град           | Област            | Популација     |                 |
| -------------- | -------------- | -------------- | ----------------- | -------------- | -------------- | -------------- | ----------------- | -------------- | --------------- |
| Минск Гомељ    | 1.             | Минск          | Град Минск        | 1.865.100      | 11.            | Орша           | Витепска област   | 117.200        | Могиљов Витепск |
| Минск Гомељ    | 2.             | Гомељ          | Гомељска област   | 482.700        | 12.            | Мозир          | Гомељска област   | 108.800        | Могиљов Витепск |
| Минск Гомељ    | 3.             | Могиљов        | Могиљовска област | 358.300        | 13.            | Салигорск      | Минска област     | 102.300        | Могиљов Витепск |
| Минск Гомељ    | 4.             | Витепск        | Витепска област   | 347.900        | 14.            | Наваполацк     | Витепска област   | 98.100         | Могиљов Витепск |
| Минск Гомељ    | 5.             | Гродно         | Гродњенска област | 327.500        | 15.            | Лида           | Гродњенска област | 97.600         | Могиљов Витепск |
| Минск Гомељ    | 6.             | Брест          | Брестска област   | 310.000        | 16.            | Молодечно      | Минска област     | 94.300         | Могиљов Витепск |
| Минск Гомељ    | 7.             | Бабрујск       | Могиљовска област | 215.100        | 17.            | Полоцк         | Витепска област   | 82.500         | Могиљов Витепск |
| Минск Гомељ    | 8.             | Баранавичи     | Брестска област   | 162.800        | 18.            | Жлобин         | Гомељска област   | 76.000         | Могиљов Витепск |
| Минск Гомељ    | 9.             | Барисав        | Минска област     | 147.400        | 19.            | Светлагорск    | Гомељска област   | 70.000         | Могиљов Витепск |
| Минск Гомељ    | 10.            | Пинск          | Брестска област   | 130.400        | 20.            | Речица         | Гомељска област   | 65.000         | Могиљов Витепск |

## Политика
Према Уставу, Белорусија је председничка република са председником као шефом државе и Народном скупштином (блр. Нацыянальны сход Рэспублікі Беларусь) као носиоцем законодавне власти. Председник се бира на петогодишњи мандат на директним изборима са неограниченим бројем мандата (у складу са изменама Устава из 2004). Од 1994. председничку функцију обавља Александар Лукашенко. Народна скупштина је дводомни парламент кога чини 110 чланова Представничког (доњег) дома и 64 члана Савета Републике (горњи дом).
Представнички дом предлаже амандмане на устав и предлаже смернице спољне и унутрашње политике. Све одлуке доњег дома морају проћи потврду у горњем дому који има и овлаштења за опозив председника државе. На челу Владе је премијер и пет потпредседника. Министре у Влади бира председник државе. Највиша судска инстанца је Врховни суд који надгледа рад нижих судова и ревидира њихове одлуке уколико за то има потребе. Уставни предмети и тужбе се шаљу на разматрање Уставном суду Републике Бјелорусије. Судије Врховног суда именује председник државе са одобрењем Савета Републике.
Последња два круга председничких избора (из 2006. и 2010) пратиле су бројне контроверзе. У оба случаја актуелни председник Александар Лукашенко је остварио убедљиве победе, али су припадници опозиције изборе прогласили нелегитимним. Посматрачи из Русије и ЗНД-а су изборе сматрали фер и легитимним, док су посматрачи углавном западних организација доводили резултате избора у питање.

### Политички систем
Председник Лукашенко је свој начин владавине описао као ауторитативан демократски систем. Са друге стране западне владе белоруског председника сматрају диктатором, што је у Белорусији протумачено као мешање у унутрашње ствари. Друштвено-политички систем Белорусије сличан је умногоме са друштвено-политичким системом социјализма из времена Совјетског Савеза. Једина разлика између времена Совјетског Савеза и садашњег је та, што формално постоји вишестраначки систем, верске заједнице су добиле све слободе и ставља се акценат на белоруски национализам који тежи ка што јачем политичком и економском савезу са Руском Федерацијом. Већина фабрика и државних компанија није продато, а приватни и страни капитал је ограничен или је у неким сегментима сведен на минимум. Белорусија, је једна од ретких држава која има ниску стопу незапослености у Европи. 
Савет Европе је 1997. суспендовао Белорусију из свог чланства због неправилности на изборима одржаним годину дана раније и због репресалија које владајућа странка врши над опозицијом, невладиним организацијама, новинарима и мањинским групама.
Председник Лукашенко је два пута предлагао прилично контроверзне измене Устава које су у оба случаја биле прихваћене. Прво је 1996. било продужено трајање мандата председника са 5 на 7 година, а 2006. био је усвојен амандман о неограниченом броју мандата председника државе.

### Међународни односи
Најближе билатералне односе Белорусија има са суседном Русијом која је један од најважнијих трговачких и дипломатских савезника Минска (још од распада Совјетског Савеза). Белоруска привреда зависи од увоза сировина из Русије, односно главнина домаћег извоза упућена је на то тржиште. Као резултат блиских односа формиран је Савез Русије и Белорусије 1996. као наднационална конфедерација чији је крајњи циљ успостављање јединственог монетарног система, јединствене одбрамбене и спољене политике, као и увођење јединственог пасоша. Средином децембра 2007. успостављени су основни оквири будуће федерације. Белоруски председник је 27. маја 2008. објавио да је Премијер Русије Владимир Путин именован за премијера руско-белоруске уније.
 Белорусија је такође једна од оснивача Заједнице Независних Држава. Белорусија има потписане уговоре о слободној трговини са неколико земаља чланица ЕУ, иако је службено ЕУ завела санкције према председнику Лукашенку и његовим сарадницима. Србија са Белорусијом има потписан уговор о слободној трговини и специјалним везама, а билатерални односи између две земље су на највишем нивоу (Србија има амбасаду у Минску, а Белорусија у Београду).
Дипломатски односи са САД су затегнути и лоши због подршке службеног Вашингтона белоруској опозицији. Међутим, две земље сарађују у борби против организованог криминала и трговине људима, као и на питањима технолошког криминала и помоћи у ванредним ситуацијама.
Односи са Кином су такође на високом нивоу, посебно у економској сфери.
Белорусија је чланица и Организације Уговора о заједничкој безбедности, затим Покрета несврстаних од 1998. и Организације за Европску безбедност и сарадњу (ОЕБС).

### Војска
Оружане снаге Републике Белорусије су формиране 1992. године на остацима некадашње Совјетске армије која је била стационирана на територији БССР-а. Трансформација некадашње совјетске армије је завршена до 1997. године, а број војника је смањен за 30.000. Оружане снаге делују у оквиру Министарства одбране и подељене су у три рода: копнена војска, ваздухопловство и специјалне јединице. Главнокомандујући оружаних снага је председник државе.
Сви пунолетни младићи имају обавезу редовног служења војног рока и они уједно чине резервни састав Војске Белорусије (војни рок траје 12 месеци за високообразоване регруте, док за остале траје 18 месеци). Статус професионалних војника имало је 2001. године 12.000 припадника Оружаних снага Белорусије. Године 2005. је за потребе одбрамбених снага издвојено 1,4% укупног БДП-а. Иако Белорусија не изражава интересе ка будућем чланству у НАТО-у, ипак учествује у неким НАТО програмима попут Партнерства за мир (од 1995), а такође пружа и подршку мисији ИСАФ у Авганистану. Од 1992. године чланица је Организације колективне безбедности заједно са још 6 бивших држава Совјетског Савеза.
Постоји пет врста трупа: копнене силе, ваздухопловне и ваздушне одбране, специјалне оперативне снаге, транспортне трупе и територијалне силе. Снага Оружаних снага од 1. марта 2016. године је 64.932. Од тога 14.502 официра, 6.850 официра, 25.671 војника и водника, 3.502 кадета и 16.407 цивилног особља. Број специјалних терминалних снага је 120 00 војних. Белоруске оружане снаге имају велику оклопну групу. Од марта 2016. године, трупе су имале 602 тенкова, 886 пешадијских борбених возила, 192 оклопних бродова и више од 200 авиона и хеликоптера.

## Административна подела
У административном смислу Република Белорусија је подељена на шест области или региона (блр. вобласць, рус. область) које су уједно и највише територијалне јединице а имена су добиле на основу административних центара. Области су даље подељене на округе или рејоне (блр. раён, рус. район) којих има укупно 118. Постоји 12 самоуправних градова са преко 50 хиљада становника. Град Минск има посебан статус и подељен је на 9 дистрикта.
| № | Заст. | Грб | Област               | Администр. центар | Површина km² | Становника 2016. | Датум оснивања | Карта                                          |
| - | ----- | --- | -------------------- | ----------------- | ------------ | ---------------- | -------------- | ---------------------------------------------- |
| 1 |       |     | Град Минск           | Минск             | 308          | 1.959.800        | 1067.          | Административное деление Республики Беларусь < |
| 2 |       |     | Брестска             | Брест             | 32.787       | 1.387.000        | 4. дец. 1939.  | Административное деление Республики Беларусь < |
| 3 |       |     | Гомељска             | Гомељ             | 40.370       | 1.422.900        | 15.јан. 1938.  | Административное деление Республики Беларусь < |
| 4 |       |     | Гродњенска           | Гродно            | 25.127       | 1.050.100        | 20. сеп. 1944. | Административное деление Республики Беларусь < |
| 5 |       |     | Могиљовска           | Могиљов           | 29.069       | 1.067.700        | 15.јан. 1938.  | Административное деление Республики Беларусь < |
| 6 |       |     | Минска               | Минск             | 39.895       | 1.417.400        | 15.јан. 1938.  | Административное деление Республики Беларусь < |
| 7 |       |     | Витепска             | Витепск           | 40.051       | 1.193.500        | 15.јан. 1938.  | Административное деление Республики Беларусь < |
| - |       |     | Република Белорусија | Минск             | 207.595      | 9.498.400        | 25. март 1918. | Административное деление Республики Беларусь < |

## Привреда
До распада бившег Совјетског Савеза 1991. Белорусија је била једна од индустријски најразвијенијих чланица. Након стицања независности, готово све бивше совјетске републике су упале у економске потешкоће. Уместо тржишног капитализма Белорусија је увела тржишни социјализам, државно уређење у ком влада контролише кретање цена и степен инфлације и има право да се меша у рад приватних предузећа (тржиште је либерализовано тек 2008. са циљем интензивнијег привлачења иностраних инвестиција). Те мере белоруске владе, али и Унија са Русијом, помогли су Белорусији да економски доста безболно преживи ту почетну фазу транзиције.
Захваљујући савезу са Русијом, Белорусија има огромно извозно тржиште за своје производе, а главни енергенти (нафта и гас) доступни су по нижим ценама у односу на цену коју плаћају чланице ЕУ. Све је то довело до економског раста током деведесетих година 20. века. Белорусија је означена од УН-а као брзорастућа привреда: раст БДП-а у 2004. износио је 11% (на другом месту у ЗНД-у), а у 2005. раст је износио 8,5%. На основу тих показатеља Белорусија је забележила већи раст од суседних земаља чланица ЕУ (Пољске, Литваније и Летоније). Раст у 2010. износио је око 6,1%. Велики проблем, инфлација (која је по неким показатељима у 1999. износила 300%) смањена је на 6,6% у 2006. години. Међутим, у 2011. инфлација је поново доживела велики скок, и у првих 6 месеци износила је 36,2% (у односу на 9,9% из 2010).
Из бивше заједничке државе Белорусија је наследила изразито развијену и јаку индустријску и пољопривредну основу, као и веома образован стручни кадар. Животни стандард је био међу највишима на подручју бивше СССР. Након стицања независности и даље је задржан стари совјетски систем, а приватизације државног капитала готово да није ни било (око 80% индустрије, укључујући и највеће комбинате, остали су у власништву државе). Предузећа у државном власништву чине око 75% целокупне вредности националног БДП-а.
Најважније природно богатство је тресет који се користи као гориво, као ђубриво, и у хемијској индустрији. Економски су исплативе и залихе камене и калијумове соли. Резрве нафте и природног гаса су веома скромне, тако да се већина енергената увози из суседне Русије (нафтна поља у Полесју задовољавају свега 30% домаћих потреба). Постоје и значајније залихе уљних шкриљаца, процењене на око 8,8 милијарди тона. Најважније рафинерије нафте и гаса налазе се у Новополацку и Гомељу (50% готових производа се извози).
Развијена је индустрија трактора и других пољопривредних и грађевинских машина, затим хемијска, текстилна и дрвопрерађивачка индустрија. Главни пољопривредни производи су кромпир, лан, конопља, шећерна репа, зоб, раж и пшеница, док у сточарству доминира млечно и месно говедарство, свињогојство и узгој пилића.
Главни спољнотрговински партнери Белорусије су Русија, Пољска, Украјина и Немачка.
Нуклеарна хаварија у Чернобиљу 1986. године оставила је веома негативне последице и на белоруску привреду. Због појачане радијације, дошло је до загађења земљишта, многа села (посебно на југу земље) у потпуности су напуштена, а становништво пресељено. Процес деконтаминације загађених подручја је јако скуп и дуготрајан.
Укупан БДП у 2007. износио је 110,6 милијарди долара, а БДП по глави становника износио је $10.841 (2008). Стопа незапослености у јануару 2010. износила је свега 0,9%. Спољни дуг земље у 2010. износио је 22,06 милијарди америчких долара.
Развијене су све врсте саобраћаја. Укупна дужина пруга износи 5.512 км, а национални железнички превозник су Железнице Белорусије, преко којих се одвија 3/4 укупног теретног и око 1/2 путничког саобраћаја у земљи. Укупна дужина асфалтираних путева износи 83.000 km. Национални авио-превозник је Белавија из Минска.

## Култура и уметност

### Књижевност
Почеци белоруске књижевности се везују за период Кијевске Русије (између XI и XIII века) и углавном се односе на литургијске списе и житија. Из тог периода датирају житија и поуке светог Кирила Туравског кога су савременици називали „руским Јованом Златоустим“ (богословска академија у Минску носи његово име).
Прве штампане књиге на белоруском језику појавиле су се почетком XVI века када је данашња Белорусија чинила део Литванске кнежевине у којој је старобелоруски имао статус службеног језика. Прву штампану књигу на белоруском, Псалтир, објавио је 1517. године у Прагу Франциск Скорина. То је уједно била и прва књига штампана на неком од источнословенских језика.
Период модерне белоруске књижевности почиње крајем 19. века, и комбинује елементе романтизма, импресионизма, реализма и модернизма. Најважнији књижевници из тог периода су били песници Максим Богданович и Јанка Купала и прозаиста Змитрок Бјадуља.

### Музика
Тек средином 19. века у већим градовима широм земље почињу се отварати оперске и балетске куће, а класична музика је доживела велики напредак током совјетске ере. Национални балетски театар из Минска је 1996. године добио награду за најбољу балетску кућу на свету.
Током 1970-их година планетарну славу су стекли чланови групе Пјесњари који су комбиновали фолк музику са савременим роком, и били су први совјетски бенд који је имао турнеју по САД. Тренутно најпопуларнији домаћи бенд је Љапис Трубјецкој (блр. Ля́пис Трубецко́й) који промовишу алтернативни рок.
Од 2004. године Белорусија се такмичи на избору за Песму Евровизије и на тај начин промовише властиту музику и културу на глобалном нивоу. Највећи успех на том такмичењу до сада су остварили 2007. године у Хелсинкију када је певач Дима Колдун са песмом «Дай мне силу» (или на енглеском «Work Your Magic») заузео 6. место у финалној вечери.
У граду Витепску се сваке године традиционално одржава међународни музички фестивал Славјански базар који промовише све словенску културу и уметност. На Славјанском базару су чак четири пута гран при фестивала освајали певачи из Србије (попут Жељка Јоксимовића, Маје Николић и Светлане Славковић).
Једна од познатијих белоруских музичких група је Молчат дома, пост-панк бенд из Минска, који је доживео успех ван граница Белорусије.

### Народна ношња
Белоруска народна ношња датира из времена Кијевске Русије и израђена је углавном од лана или вуне, а детаљи се разликују од регије до регије. Етнографи су утврдили постојање око тридесетак различитих варијанти белоруске ношње на којој доминирају бела и црвена боја. Неки од традиционалних узорака се налазе чак и на белоруској застави.

### Кухиња
Белоруска традиционална кухиња почива на обиљу поврћа, месу (углавном свињетини) и хлебу (углавном ражани хлеб, јер природни услови много више погодују узгоју ражи у односу на друге житарице). Храна се углавном служи кувана. У знак добродошлице домаћин госта традиционално дочекује са хлебом и сољу (што је традиција у већини словенских народа). Најпопуларнија пића су вотка и квас. Квас је безалкохолно пиће које се прави од пшеничног или раженог брашна. Начин припреме је сличан као код припреме бозе која се прави од кукурузног брашна. Квас се често комбинује са свежим поврћем за справљање освежавајуће хладне супе зване „акрошка“.

## Телекомуникације и медији
Године 2008. на целој територији Републике Белорусије било је регистровано 3.720.000 претплатника фиксне телефоније и 8.640.000 корисника мобилне телефоније. Национална телефонска агенција је Белтелеком и у државном је власништву. Постоји око 113.000 интернет хостова који задовољавају потребе око 3,5 милиона корисника интернета. Највећа медијска кућа у земљи је Национална радио-телевизија Белорусије (НГТРК РБ), која емитује радијски и ТВ програм преко земаљских и сателитских фреквенција.
Према Уставу Белорусије загарантована је слобода медија, међутим став 5 Устава забрањује клевете на рачун председника државе и високих државних званичника. Због тога члана у Уставу, многе невладине организације сумњају у стварну слободу медија у Белорусији. Због тога су ОЕБС и Freedom House рангирали Белорусију као земљу у којој је угрожена слобода медија.

## Спорт
Највише спортско тело у држави је Олимпијски комитет Белорусије. Белоруски спортисти су дебитовали на Олимпијским играма у Хелсинкију 1952. као део олимпијског тима Совјетског Савеза, а од Лилехамера 1994. Белорусија наступа као самостална земља. Први белоруски спортиста који је освојио олимпијску медаљу био је бацач кладива Михаил Кривоносов у Мелбурну 1956. године, док је прву медаљу за Белоруски олимпијски комитет освојио такмичар у брзом клизању Игор Железовски на ЗОИ 1994. у Лилехамеру (сребро). Јекатерина Карстен-Ходотович, веслачица у скифу, званично је најбоља белоруска олимпијка са 4 медаље (две златне, и по једна сребрна и бронзана). Учествовала на свих пет ЛОИ на којима је учествовала Белорусија.
Хокеј на леду је најпопуларнији екипни спорт у Белорусији. Хокејашки клуб Динамо из Минска такмичи се у најјачој хокејашкој лиги у Европи КХЛ лиги. Арена Минск у којој хокејаши Динама играју своје утакмице на домаћем терену, са капацитетом од преко 15.000 места је највећи затворени спортски објекат у земљи. Хокејашка репрезентација је редован учесник светских првенстава и олимпијских турнира. Највећи успех хокејашка репрезентација је остварила на ЗОИ 2002. у Солт Лејк Ситију (САД) освојивши четврто место. Белорусија је била домаћин хокејашког светског првенства 2014. године. Фудбалери клуба Бате Борисов у три наврата су наступали у групној фази Уефине Лиге шампиона.
Познатији белоруски спортисти су и тенисери Викторија Азаренка — двострука победница Отвореног првенства Аустралије (2012 и 2013), Макс Мирни (својевремено 18. тенисер света) те Наташа Зверева (светски број 1 1991. године). Стонотенисер Владимир Самсонов је био шестоструки европски првак, Виталиј Шчербо је проглашен за најбољег гимнастичара свих времена (12 титула светског првака и 6 олимпијских златних медаља). Олга Корбут је освојила 4 олимпијска и 2 светска злата у гимнастици. Биатлонка Дарја Домрачева освојила је 6 олимпијских медаља од тога 4 злата.

## Национални празници
| Датум                              | Празник                       | Белоруско име                               | Напомене                                 |
| ---------------------------------- | ----------------------------- | ------------------------------------------- | ---------------------------------------- |
| 1. јануар                          | Нова година                   | Новы год                                    |                                          |
| 7. јануар                          | Божић                         | Праваслаўныя Каляды                         |                                          |
| 8. март                            | Дан жена                      | Дзень жанчын                                |                                          |
| 15. март                           | Дан уставности                | Дзень канстытуцыі                           | Од 1994.                                 |
| 1. мај                             | Празник рада                  | Дзень працы                                 | Нерадни дан                              |
| 9. мај                             | Дан победе                    | Дзень Перамогі                              |                                          |
| 3. јул                             | Дан независности Белорусије   | Дзень незалежнасці (Дзень Рэспублікі)       | Од 1996. до 1996. празновао се 27. јуна. |
| 7. новембар                        | Дан Октобарске револуције     | Дзень Кастрычніцкай рэвалюцыі               |                                          |
| 25. децембар                       | Католички Божић               | Каталіцкія Каляды                           |                                          |
| Покретни датум                     | Католички Васкрс              | Каталіцкі Вялікдзень                        |                                          |
| Покретни датум                     | Православни Васкрс            | Праваслаўны Вялікдзень                      |                                          |
| 9-и дан после православног Васкрса | Радуница (Задушнице)          | Радуніца                                    |                                          |
| Друга недеља маја                  | Дан грба и заставе Белорусије | Дзень Дзяржаўнага Герба і Дзяржаўнага Сцяга | Од 1995.                                 |